# Nicolas Alexandre Vigé
Nicolas Alexandre Vigé var en fransk gipsgjutare.
Vigé kallades in till Sverige 1742 för att utföra Jacques-Philippe Bouchardons rokokoplafonder till Stockholms slottskyrka. Eftersom Bouchardon inte var färdig med formgivningen av plafonderna kom Vigés arbete igång först 1745 och blev klart 1748 då han fick ett pass utställt för återresa till Paris. Hans årslön under Sverigetiden var 2000 livres.  